# 서든리 (영화)
서든리(Underbara Alskade, Suddenly)는 스웨덴에서 제작된 요한 브리싱어 감독의 2006년 드라마 영화이다. 미카엘 니크비스트 등이 주연으로 출연하였다.

## 출연

### 주연
- 미카엘 니크비스트
- 아나스타시오스 소울리스

### 조연
- 필리프 산덴
- 스텐 륜그렌
- 애니타 월
- 스티그 엥스트룀
- 딜런 토머스
- 모아 감멜

## 제작진
- Line PD: 잉그리드 루드포스